# 白石勝
白石 勝（しらいし まさる、1939年12月12日 - 2015年5月2日）は、日本の経営者。文藝春秋社長を務めた。

## 来歴・人物
栃木県鹿沼市出身。1962年に早稲田大学第一文学部を卒業し、同年に文藝春秋に入社。「週刊文春」・「文藝春秋」各編集長、社長室長を経て、1992年に取締役に就任し、1998年6月に常務を経て、1999年6月に社長に就任。2004年5月から会長を務めた。
2004年から1年間日本雑誌協会理事長を務めた。
2015年5月2日に白血病のために死去。75歳没。